# 反逆のアジテイション
「反逆のアジテイション」（はんぎゃくのアジテイション）は、シブがき隊の楽曲で、24枚目のシングル。1987年7月22日に発売。

## 概要
発売当時、歌番組披露時に布川敏和はギターの形をした「シンセスティック」というパーカッションを叩いていた。理由は布川が腰骨を骨折して通常の振付が出来なかったためである。
本作の布川の立ち位置はセンター（両サイドの薬丸裕英、本木雅弘より奥）で、インカムを装着した。

## 収録曲
全作詞：秋元康
1. 反逆のアジテイション
  - 作曲：和泉一弥　編曲：富田素弘
2. コンクリート・ナイト
  - 作曲：山梨鐐平　編曲：中村哲